# Flory Yangao
Flory Jean Michael Yangao (Bangui, 13 gennaio 2002) è un calciatore centrafricano, difensore dell'Olympic Real Bangui e della nazionale centrafricana.

## Carriera

### Club
Ha giocato nella prima divisione centrafricana.

### Nazionale
Nel febbraio 2021 con la nazionale U-20 prende parte alla Coppa d'Africa di categoria venendo incluso nella formazione ideale del torneo.
Debutta con la nazionale centrafricana il 26 marzo 2021 in occasione dell'incontro di qualificazione per la coppa delle nazioni africane 2021 pareggiato 1-1 contro il Burundi.

## Statistiche
Statistiche aggiornate al 4 gennaio 2022.

### Cronologia presenze e reti in nazionale
| Cronologia completa delle presenze e delle reti in nazionale ― Rep. Centrafricana | Cronologia completa delle presenze e delle reti in nazionale ― Rep. Centrafricana | Cronologia completa delle presenze e delle reti in nazionale ― Rep. Centrafricana | Cronologia completa delle presenze e delle reti in nazionale ― Rep. Centrafricana | Cronologia completa delle presenze e delle reti in nazionale ― Rep. Centrafricana | Cronologia completa delle presenze e delle reti in nazionale ― Rep. Centrafricana | Cronologia completa delle presenze e delle reti in nazionale ― Rep. Centrafricana | Cronologia completa delle presenze e delle reti in nazionale ― Rep. Centrafricana |
| Data                                                                              | Città                                                                             | In casa                                                                           | Risultato                                                                         | Ospiti                                                                            | Competizione                                                                      | Reti                                                                              | Note                                                                              |
| --------------------------------------------------------------------------------- | --------------------------------------------------------------------------------- | --------------------------------------------------------------------------------- | --------------------------------------------------------------------------------- | --------------------------------------------------------------------------------- | --------------------------------------------------------------------------------- | --------------------------------------------------------------------------------- | --------------------------------------------------------------------------------- |
| 26-3-2021                                                                         | Bujumbura                                                                         | Burundi                                                                           | 2 – 2                                                                             | Rep. Centrafricana                                                                | Qual. Coppa d'Africa 2021                                                         | -                                                                                 |                                                                                   |
| 30-3-2021                                                                         | Bangui                                                                            | Rep. Centrafricana                                                                | 0 – 1                                                                             | Mauritania                                                                        | Qual. Coppa d'Africa 2021                                                         | -                                                                                 | 57’                                                                               |
| 4-6-2021                                                                          | Kigali                                                                            | Ruanda                                                                            | 2 – 0                                                                             | Rep. Centrafricana                                                                | Amichevole                                                                        | -                                                                                 | 67’                                                                               |
| 7-6-2021                                                                          | Kigali                                                                            | Rep. Centrafricana                                                                | 0 – 5                                                                             | Ruanda                                                                            | Amichevole                                                                        | -                                                                                 |                                                                                   |
| 1-9-2021                                                                          | Douala                                                                            | Rep. Centrafricana                                                                | 1 – 1                                                                             | Capo Verde                                                                        | Qual. Mondiali 2022                                                               | -                                                                                 |                                                                                   |
| 6-9-2021                                                                          | Douala                                                                            | Rep. Centrafricana                                                                | 0 – 1                                                                             | Liberia                                                                           | Qual. Mondiali 2022                                                               | -                                                                                 |                                                                                   |
| 7-10-2021                                                                         | Lagos                                                                             | Nigeria                                                                           | 0 – 1                                                                             | Rep. Centrafricana                                                                | Qual. Mondiali 2022                                                               | -                                                                                 |                                                                                   |
| 10-10-2021                                                                        | Douala                                                                            | Rep. Centrafricana                                                                | 0 – 2                                                                             | Nigeria                                                                           | Qual. Mondiali 2022                                                               | -                                                                                 |                                                                                   |
| 13-11-2021                                                                        | Mindelo                                                                           | Capo Verde                                                                        | 2 – 1                                                                             | Rep. Centrafricana                                                                | Qual. Mondiali 2022                                                               | -                                                                                 |                                                                                   |
| 16-11-2021                                                                        | Tangeri                                                                           | Liberia                                                                           | 3 – 1                                                                             | Rep. Centrafricana                                                                | Qual. Mondiali 2022                                                               | -                                                                                 | 72’                                                                               |
| 23-3-2022                                                                         | Dar es Salaam                                                                     | Tanzania                                                                          | 3 – 1                                                                             | Rep. Centrafricana                                                                | Amichevole                                                                        | -                                                                                 | 24’, 87’                                                                          |
| 1-6-2022                                                                          | Luanda                                                                            | Angola                                                                            | 2 – 1                                                                             | Rep. Centrafricana                                                                | Qual. Coppa d'Africa 2023                                                         | -                                                                                 | 60’                                                                               |
| 5-6-2022                                                                          | Luanda                                                                            | Rep. Centrafricana                                                                | 1 – 1                                                                             | Ghana                                                                             | Qual. Coppa d'Africa 2023                                                         | -                                                                                 |                                                                                   |
| 28-8-2022                                                                         | Brazzaville                                                                       | Rep. Centrafricana                                                                | 2 – 1                                                                             | Rep. del Congo                                                                    | Qual. Camp. delle Naz. Africane 2022                                              | -                                                                                 |                                                                                   |
| 24-9-2022                                                                         | Brazzaville                                                                       | Rep. del Congo                                                                    | 1 – 0                                                                             | Rep. Centrafricana                                                                | Qual. Camp. delle Naz. Africane 2022                                              | -                                                                                 |                                                                                   |
| 23-3-2023                                                                         | Antananarivo                                                                      | Madagascar                                                                        | 0 – 3                                                                             | Rep. Centrafricana                                                                | Qual. Coppa d'Africa 2023                                                         | -                                                                                 |                                                                                   |
| 27-3-2023                                                                         | Douala                                                                            | Rep. Centrafricana                                                                | 0 – 3                                                                             | Madagascar                                                                        | Qual. Coppa d'Africa 2023                                                         | -                                                                                 |                                                                                   |
| 11-6-2023                                                                         | Douala                                                                            | Rep. Centrafricana                                                                | 1 – 1                                                                             | Uganda                                                                            | Amichevole                                                                        | -                                                                                 |                                                                                   |
| 17-6-2023                                                                         | Douala                                                                            | Rep. Centrafricana                                                                | 1 – 2                                                                             | Angola                                                                            | Qual. Coppa d'Africa 2023                                                         | -                                                                                 |                                                                                   |
| 7-9-2023                                                                          | Kumasi                                                                            | Ghana                                                                             | 2 – 1                                                                             | Rep. Centrafricana                                                                | Qual. Coppa d'Africa 2023                                                         | -                                                                                 | 29’                                                                               |
| 22-3-2024                                                                         | Colombo                                                                           | Rep. Centrafricana                                                                | 6 – 0                                                                             | Bhutan                                                                            | Amichevole                                                                        | -                                                                                 |                                                                                   |
| 25-3-2024                                                                         | Colombo                                                                           | Rep. Centrafricana                                                                | 4 – 0                                                                             | Papua Nuova Guinea                                                                | Amichevole                                                                        | -                                                                                 |                                                                                   |
| 10-6-2024                                                                         | Kumasi                                                                            | Ghana                                                                             | 4 – 3                                                                             | Rep. Centrafricana                                                                | Qual. Mondiali 2026                                                               | -                                                                                 |                                                                                   |
| 5-9-2024                                                                          | El Jadida                                                                         | Rep. Centrafricana                                                                | 3 – 1                                                                             | Lesotho                                                                           | Qual. Mondiali 2026                                                               | -                                                                                 | 45’                                                                               |
| 10-9-2024                                                                         | Franceville                                                                       | Gabon                                                                             | 2 – 0                                                                             | Rep. Centrafricana                                                                | Qual. Coppa d'Africa 2025                                                         | -                                                                                 |                                                                                   |
| 12-10-2024                                                                        | Oujda                                                                             | Marocco                                                                           | 5 – 0                                                                             | Rep. Centrafricana                                                                | Qual. Coppa d'Africa 2025                                                         | -                                                                                 |                                                                                   |
| 15-10-2024                                                                        | Oujda                                                                             | Rep. Centrafricana                                                                | 0 – 4                                                                             | Marocco                                                                           | Qual. Coppa d'Africa 2025                                                         | -                                                                                 |                                                                                   |
| Totale                                                                            |                                                                                   | Presenze                                                                          | 27                                                                                |                                                                                   | Reti                                                                              | 0                                                                                 |                                                                                   |

## Palmarès

### Individuale
- XI All Star Team della Coppa delle nazioni africane Under-20: 1

Mauritania 2021